# Fähre Stöcken-Letter

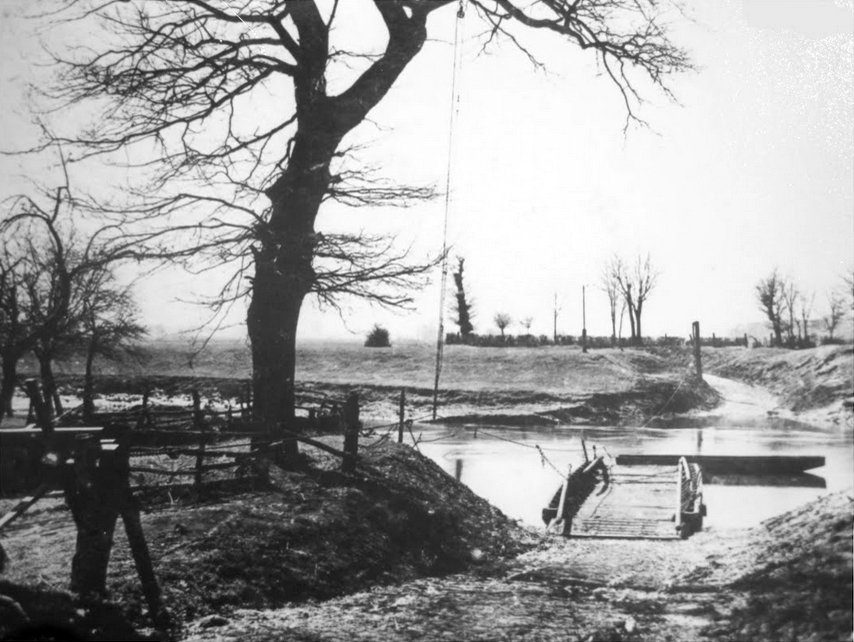
Um 1906: Die Fähre von Stöcken über die Leine zu den Feldern bei Letter

Die Fähre Stöcken-Letter war eine Fähre zur Überquerung der Leine bei Hannover. Sie verband den späteren hannoverschen Stadtteil Stöcken mit Letter bei Seelze.

## Geschichte
Die älteste bei Stöcken bekannte Fähre richtete Maria Blank, eine verwitwete von Anderten, bereits zur Zeit des Kurfürstentums Hannover im Jahr 1700 ein, um von ihrem Gut „zu Stöckheim“ von Stöcken aus ihre Felder bei Letter zu erreichen.
Ab dem Jahr 1752 richtete ein „Wyneken“ zur Verbindung mit seinen Feldern eine weitere private Fähre ein, die oft auch  von anderen Personen benutzt wurde. Noch vor 1893 betrieb die in Stöcken ansässige Familie Graf die Fähre, später deren Schwiegersohn Hans Otto. Erst die Fertigstellung der Klappenburgbrücke machte den Fährverkehr ab 1936 überflüssig.